# Audytorium (Społeczność Chrystusa)

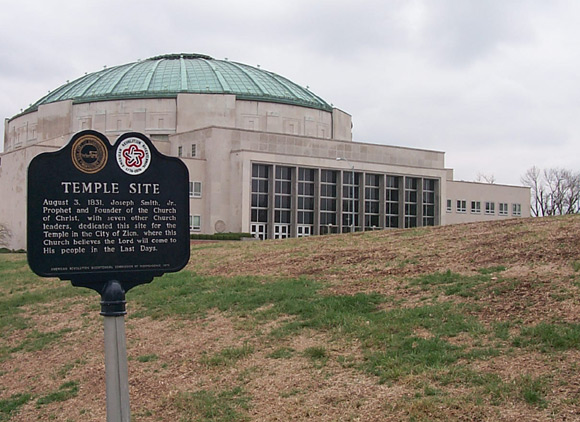
Audytorium w Obszarze Świątyni

Audytorium – dom modlitwy, i zarazem biurowiec położony na terenie Obszaru Świątyni w Independence, w stanie Missouri, Stany Zjednoczone. Audytorium jest częścią kompleksu światowych władz Społeczności Chrystusa, w skład którego wchodzi także Świątynia Independence.

## Historia i budowa
Budowa Audytorium była potężnym przedsięwzięciem, opartym o objawienia prezydenta Fredericka M. Smitha, który według wiernych miał kierować powstaniem tego obiektu poprzez dar natchnienia. Oficjalne rozpoczęcie budowy miało miejsce w 1926 r., zaś budynek oddano do użytku w 1962 r. Podczas wielkiego kryzysu Kościół popadł w długi, co skutkowało przerwaniem jego budowy na wiele lat.

## Przeznaczenie i dane architektoniczne
Audytorium jest miejscem zjazdu Światowej Konferencji, najwyższego ciała ustawodawczego Kościoła. Debaty odbywające się podczas zjazdu mają miejsce w Auli Światowej Konferencji, największej sali Audytorium, mieszczącej ponad 6000 delegatów. Wymiary Auli to 214’ na 168’, zaś wysokość (od podłogi do szczytu kopuły wewnętrznej) liczy 92’. Zewnętrzna strona kopuły jest wysoka na 114’ od poziomu ulicy. W Audytorium znajdują się organy wyposażone w 113 stopni oraz 6334 piszczałki. Posiadają one ponadto konsolę do antyfon oraz dodatkowe piszczałki na tylnym balkonie owalnej części Auli. Organy Audytorium wpisane zostały na listę 75 największych organ świata. W Audytorium mieści się również Pawilon Pokoju Dzieci.
Audytorium jest także miejscem dorocznego koncertu Oratorium Mesjasz G. F. Händel’a w wykonaniu Chóru Mesjasza Independence. Ponadto, wiele razy służyło ceremoniom przyznania Międzynarodowego Odznaczenia Pokoju Społeczności Chrystusa.
Oprócz wykorzystania Audytorium przez Kościół, jest ono również udostępniane na czas ważnych wydarzeń kulturalnych mających miejsce w Independence oraz obszarze metropolitalnym Kansas City. Odbywa się w nim także uroczystość przyznawania absolutorium studentom tutejszej uczelni wyższej. W Audytorium przemawiało wiele prominentnych osób – począwszy od rodowitego mieszkańca Independence, prezydenta Stanów Zjednoczonych, Harry’ego S. Trumana, skończywszy na byłym sekretarzu stanu Colinie Powellu.